# پسری با دوچرخه
پسری با دوچرخه (به فرانسوی Le Gamin au vélo ) فیلمی درام ساخته ژان پیر و لوک داردن در سال ۲۰۱۱ و محصول مشترک کشورهای بلژیک، فرانسه و ایتالیا است.
این فیلم در جشنواره فیلم کن ۲۰۱۱ جایزه جایزه بزرگ را دریافت کرد. همچنین این فیلم در شصت و نهمین مراسم گلدن گلوب نامزد جایزه بهترین فیلم خارجی‌زبان شد اما آن را به فیلم جدایی نادر از سیمین واگذار کرد.